# Diocese de Cruz Alta
A Diocese de Cruz Alta (Dioecesis Crucis Altae) é uma circunscrição eclesiástica da Igreja Católica, no estado do Rio Grande do Sul. Pertence ao Conselho Episcopal Regional Sul III da Conferência Nacional dos Bispos do Brasil. A sede episcopal está na cidade gaúcha de Cruz Alta.

## Histórico
No dia 27 de maio de 1971, com a bula papal Cum Christus, foi criada a Diocese de Cruz Alta, pelo Papa Paulo VI, instalada em 28 de janeiro de 1973, com a posse de seu primeiro bispo, Dom Nei Paulo Moretto. Juntamente com ela foram criadas, a Diocese de Rio Grande e a Diocese de Erexim.
O evento mais importante da diocese é a Romaria de Fátima realizada no segundo domingo de outubro, reunindo anualmente cerca de cem mil fiéis.
O primeiro Bispo Diocesano de Cruz Alta foi Dom Nei Paulo Moretto, que ficou um breve período no episcopado de Cruz Alta. Ele foi nomeado Bispo Coadjutor de Caxias do Sul-RS, sendo substituído por Dom Jacó Roberto Hilgert, que permaneceu por quase 3 décadas à frente da Diocese. Em 2002 o Papa João Paulo II nomeou o salesiano alemão Friedrich Heimler que foi bispo de Cruz Alta até 2014, quando se resignou em decorrência de distúrbios de saúde. No dia 17 de dezembro de 2014, foi nomeado pelo Papa Francisco como novo bispo o padre Adelar Baruffi, da Diocese de Caxias do Sul, que permaneceu até 2021, quando foi nomeado Arcebispo de Cascavel-PR. Atualmente a Diocese segue em Sé-Vacante, sendo administrada pelo Pe. Silvio Jorge Mazzarolo.

## Território e municípios
A Diocese de Cruz Alta é formada por 32 paróquias e um Santuário. Abrange um território de 33 municípios com uma superfície de 16.704,01 km², e uma população em torno de 382.168 mil habitantes.
Pastoralmente está dividida em cinco regiões pastorais: Região de Cruz Alta, Região de Ijuí, Região de Panambi, Região de Espumoso e Região de Soledade.
A diocese é formada pelos seguintes municípios: Ajuricaba, Alto Alegre, Augusto Pestana, Barros Cassal, Boa Vista do Cadeado, Boa Vista do Incra, Campos Borges, Chapada, Condor, Coronel Barros, Cruz Alta, Doutor Bozano, Espumoso, Estrela Velha, Fontoura Xavier, Fortaleza dos Valos, Ibirapuitã, Ibirubá, Ijuí, Jacuizinho, Jóia, Lagoão, Mormaço, Nova Ramada, Panambi, Pejuçara, Quinze de Novembro, Saldanha Marinho, Salto do Jacuí, Santa Bárbara do Sul, São José do Herval, Soledade e Tunas.

## Bispos
| #                        | Nome                      | Período   | Notas                                    |
| ------------------------ | ------------------------- | --------- | ---------------------------------------- |
| 5º                       | Nélio Domingos Zortea     | 2023–     | Atual                                    |
| 4º                       | Adelar Baruffi            | 2015–2021 | Nomeado Arcebispo de Cascavel            |
| 3°                       | Friedrich Heimler, S.D.B. | 2002–2014 |                                          |
| 2º                       | Jacó Roberto Hilgert      | 1976–2002 |                                          |
| 1º                       | Nei Paulo Moretto         | 1972–1976 | Nomeado Bispo-coadjutor de Caxias do Sul |
| Bispo-Coadjutor          |                           |           |                                          |
|                          | Pedro Ercílio Simon       | 1990–1995 | Nomeado Bispo de Uruguaiana              |
| Administrador Apostólico |                           |           |                                          |
|                          | Hélio Adelar Rubert       | 2014–2015 | Arcebispo de Santa Maria                 |